# Louis Van Hoeck
Louis Van Hoeck, né le 17 avril 1870 à Anvers (Belgique) et décédé le 30 avril 1933 à Ranchi (Inde), est un prêtre jésuite belge, missionnaire en Inde et évêque de Patna (1921) puis premier évêque de Ranchi, de 1928 à sa mort.

## Biographie
Après des études faites à l’école apostolique de Turnhout (Belgique) Van Hoeck entre dans la Compagnie de Jésus le 23 septembre 1889 et fait son noviciat à Tronchiennes, près de Gand. Il arrive en Inde en 1892 où il poursuit ses études préparatoires au sacerdoce : la philosophie à Shembaganur (près de Kodaikanal) de 1892 à 1895, et la théologie à Kurseong de 1900 à 1904. Dans l’entretemps il a enseigné dans les collèges Saint-Joseph de Darjeeling (1894-1895) et Saint-Xavier de Calcutta (1896 à 1899).
Après son ordination sacerdotale, le 4 octobre 1903, il est envoyé dans un poste missionnaire du Chotanagpur, à Kurdeg. Lors d’un tour missionnaire de plusieurs villages il y aurait baptisé 11000 enfants en trois semaines! Ce qui est certain c’est qu’il participa à d’innombrables séances de catéchuménat, organisées avec l’aide de trois équipes de huit catéchistes laïcs. 
En 1909 il est rappelé à Ranchi pour y être recteur de la maison de formation jésuite. Une tâche supplémentaire lui incombe en 1911 lorsqu’il est nommé inspecteur des écoles catholiques de l’ensemble de la mission de Ranchi. Bon animateur il réorganise le système éducatif de la région de Ranchi, alors centre de la mission du Chotanagpur. De 3000 élèves en 1911 les écoles en accueillent 11000 en 1921, la grande majorité d’entre eux provenant des groupes indigènes de la région: Mundas, Uraons, Kharias. A Ranchi même il ouvre le premier centre de formation d’enseignants et le collège-internat Saint-Jean-Berchmans.
Nommé évêque de Patna, Van Hoeck reçoit à Ranchi, le 6 mars 1921, la consécration épiscopale des mains de Mgr Brice Meuleman, archevêque de Calcutta. Durant son pastorat à Patna il fonde, en 1926, la congrégation diocésaine de sœurs du Sacré-Cœur. Van Hoeck revient à Ranchi comme premier évêque du diocèse nouvellement créé, en juin 1928. Il y ouvre de nouvelles écoles, et surtout le premier grand séminaire (Saint-Albert) de toute l’Inde du Nord. Il met en place et encourage également la première association des catholiques de la région la Chota-Nagpur Catholic Sabha.
Éducateur dans l’âme il a également la confiance des autorités coloniales britanniques, ce qui lui permet de défendre les intérêts des populations indigènes.  Comme évêque il fait de fréquentes visites pastorales jusque dans les paroisses les moins accessibles de son vaste diocèse, même lorsqu’il est déjà malade du cancer qui l’emportera. Alors que, à la suite de l’influence de l’apôtre du Chotanagpur, Constant Lievens, l’expansion du Christianisme parmi les Mundas et Uraons est rapide, Van Hoeck est celui qui veille plutôt à la consolidation du travail missionnaire, par des activités de formation, aussi bien des catéchistes, que la promotion d’un bon clergé, d’un laïcat actif, et surtout d’un réseau dynamique d’écoles paroissiales et collèges secondaires. 
Strict et efficace, l’évêque est plus organisateur que visionnaire: consolidation plutôt qu’expansion. Louis Van Hoeck meurt à Ranchi le 30 avril 1933 et est enterré dans sa cathédrale. Il a 63 ans.